# إدوارد توبول
إدوارد توبول (بالإنجليزية: Edward Topol) (8 أكتوبر 1938، باكو في أذربيجان)؛ صحفي، كاتب وروائي أمريكي-سوفيتي. درس في معهد غيراسيموف للسينما.

## روابط خارجية
- إدوارد توبول على موقع IMDb (الإنجليزية)
- إدوارد توبول على موقع قاعدة بيانات الفيلم (الإنجليزية)
- إدوارد توبول على موقع كينوبويسك (الروسية)